# Frumarico Aboazar
Frumarico Aboazar (1000 - ?) foi um fidalgo do Condado Portucalense e Senhor feudal da Maia, actual cidade portuguesa no Distrito do Porto, Região Norte e sub-região do Grande Porto, com cerca de 40 134 habitantes.
Frumarico Aboazar era de origem árabe pela parte paterna, sendo bisneto do rei Ramiro II de Leão.

## Relações familiares
Foi filho de Abu-Nazr Lovesendes ou Aboazar Lovesendes (960 -?) como também aparece grafado e de Unisco Godinhes (c. 943 -?), filha de D. Godinho das Asturias (913 -?). Foi pai de:
1. Teodoredo Fromarigues (1040 - ?) casou com Farégia Forjaz (c. 1050 - Maia, Porto, Portugal).